# Hermann Corrodi

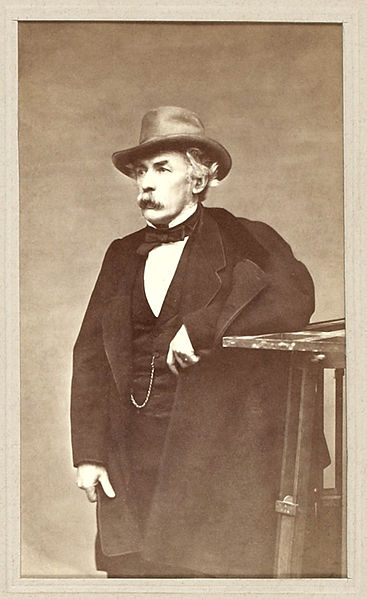
Hermann Corrodi

Hermann David Salomon Corrodi (* 23. Juli 1844 in Frascati; † 30. Januar 1905 in Rom) war ein italienischer Maler und Hochschullehrer Schweizer Abstammung.

## Leben
Corrodi ist der Sohn des Schweizer Malers und Zeichners Salomon Corrodi. Er nahm sein Kunststudium in Genf zusammen mit seinem Bruder Arnold Corrodi unter anderem bei Alexandre Calame auf, ging dann jedoch zurück nach Rom zu seinem Vater, der dort an der Accademia di San Luca lehrte. Zum Abschluss seiner Studien ging er 1872 nach Paris.
1872 war auch das Jahr, in welchem Corrodi der königlichen Familie Englands vorgestellt wurde, die einige seiner Landschaftsbilder, sein Lieblingssujet, erwarb. Auch andere Königshäuser Europas und der deutsche Adel erteilten ihm Aufträge. Nach dem Tode seines Bruders Arnold 1874 hörte er auf, zu malen, begann jedoch 1876 wieder mit seinen malerischen Aktivitäten. Im Sommer lebte und arbeitete er in Hamburg und Baden-Baden, im Winter in Rom. Er besuchte zeichnend und malend den Nahen Osten mit Syrien und Ägypten, bereiste viele Länder am Mittelmeer und ging sogar in den Fernen Osten. Er lehrte, wie sein Vater, an der römischen Accademia di San Luca. Corrodi wurde auf dem Protestantischen Friedhof in Rom beerdigt.
Viele Werke Corrodis werden der Stilrichtung des Orientalismus des 19. Jahrhunderts zugerechnet.

## Ehrungen und Auszeichnungen
- 1893: Ehrentitel Accademico emerito der Accademia di San Luca in Rom.

## Werke
- Kiosk des Trajan in Philae am Nil.
- Ansicht der Kalifengräber mit den Pyramiden von Gizeh im Hintergrund. Ohne Datum, Öl auf Leinwand, 36,5 × 71 cm.
- Der Überfall.
- Arabische Teppichhändler. Vor 1905, Öl auf Leinwand.
- Blick über den Bosporus.
- Der Süßwasserbrunnen auf der asiatischen Seite des Bosporus. Ohne Datum, Öl auf Leinwand, 86,5 × 165 cm.
- Fischerboote auf der Lagune von Venedig. Öl auf Leinwand, 83,6 × 165,2 cm.
- Bergdorf an der ligurischen Küste. Öl auf Leinwand, 58 × 100 cm.